# Státní znak Jižní Osetie
Státní znak Jižní Osetie 
je znakem nezávislého státu, který však není mezinárodně uznán. Území je okupované Ruskem, de iure je součástí Gruzie.
Znak tvoří kruhový štít červené barvy na němž je zobrazen žlutý leopard a v pozadí stříbrné hory Kavkazu. Okolo štítu je na bílém mezikruží s ozdobným okrajem lemovaným osetským tradičním vzorem černě napsán oficiální název státu "Republika Jižní Osetie" v osetštině (РЕСПУБЛИКӔ ХУССАР ИРЫСТОН) a ruštině (РЕСПУБЛИКА ЮЖНАЯ ОСЕТИЯ).

## Historie
Jihoosetská autonomní oblast, která vznikla roku 1922 v rámci Gruzínské SSR, neměla v souladu se sovětskými zákony právo na vlastní státní symboliku. Nejvyšší sovět autonomní oblasti vyhlásil 20. září 1990 na Gruzii nezávislý stát. První státní znak byl zákonem přijatý 30. března 1992.

### První státní znak
Znak tvoří kruhový štít modré barvy na němž je v horní části vyobrazen zlatý pohár, z něhož vychází slunce. Pod pohárem je vyobrazen zlatý orel mající na hrudi zlatý štít rozdělený na tři části. Orel třímá v pravém pařátu bronzovou sekeru, v levém dubovou ratolest, tři klasy pšenice a větévku chmele. Okolo štítu v bílém mezikruží orámovaném tradičním osetským vzorem je napsán oficiální název státu "Republika Jižní Osetie" v osetském jazyce latinkou (RESPUBLIKӔ HUSSAR IRYSTON) a v ruštině (РЕСПУБЛИКА ЮЖНАЯ ОСЕТИЯ). Tento státní znak byl užíván do roku 1999.

### Současný státní znak
Současný státní znak byl přijat 19. května 1999. Vychází ze státního znaku ruské Republiky Severní Osetie - Alanie, který navrhl na počátku 90. let Murat Džigkajev na základě kresby osetského praporu z 18. století.
Prozatímní správa Jižní Osetie v exilu (orgán gruzínské správy území) užívá znak podobný, pouze s gruzínským nápisem namísto osetského a ruského.

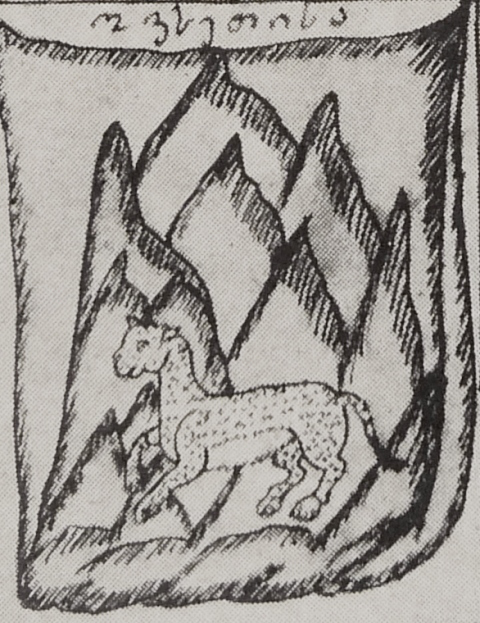
Kresba osetského praporu z 18. století od Vachušti Bagrationiho, gruzínského prince, historika, geografa a kartografa
Státní znak Republiky Severní Osetie - Alanie